# Dreistraßensystem

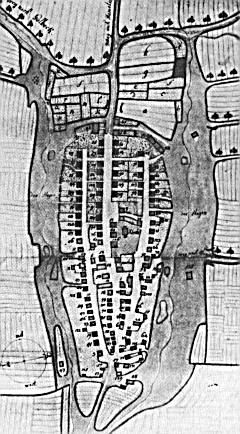
Bösingfeld um 1756: Deutlich zu erkennen ist das lippische Dreistraßenschema

Das so genannte Dreistraßensystem bezeichnet ein bei zahlreichen mittelalterlichen Stadtgründungen verwendetes Grundriss-Schema.
Bei dieser Form des Stadtgrundrisses liegt ein System von drei Längsstraßen zugrunde, die an den jeweiligen Enden vor einem Stadttor zusammentreffen. Besonders häufig ist dieses Grundriss-Schema im heutigen Kreis Lippe in Nordrhein-Westfalen anzutreffen. Hier diente die Altstadt von Lemgo (um 1200) mit Echternstraße, Mittelstraße und Papenstraße als Vorbild für spätere Gründungen.
Es folgten Horn (1246) und Blomberg (1364), sowie in der Grafschaft Sternberg Bösingfeld (vor 1252, mit Nord-, Mittel- und Südstraße), Alverdissen (mit Hintere -, Schloß- und Vordere Straße) sowie Barntrup (1376, mit Obere -, Mittel- und Untere Straße).
Weitere Beispiele für nach dem Dreistraßensystem angelegte Städte sind Lügde, Mittenwalde (Brandenburg) und die Wüstung Nienover bei Uslar.